# دم‌پارویی‌ها
دم‌پارویی‌ها (نام علمی: Scalmicauda) نام یک سرده از تیره شاپرک‌های گربه‌ای است.